# Inventari del Patrimoni Arquitectònic Català
Die Inventari del Patrimoni Arquitectònic de Catalunya (deutsch: Verzeichnis des architektonischen Kulturerbes Kataloniens) sind als Teil der Inventari del Patrimoni Cultural Català (deutsch: Verzeichnis des Kulturerbes Kataloniens) das Verzeichnis der unter Denkmalschutz stehenden Gebäude und anderer Immobilien in Katalonien. Die inventari wurden im Jahr 1982 eingeführt und werden von der Direcció General del Patrimoni Cultural (Deutsch: Generaldirektion des Kulturerbes), einer Behörde der Generalitat geführt. Rechtsgrundlage ist das Denkmalschutzgesetz von 1993.
Das Verzeichnis nimmt Gebäude, Gebäudekomplexe, Gebäudeteile und Stätten auf, die von künstlerischem, architektonischen oder historischen Interesse sind. Das katalanische Denkmalschutzrecht unterscheidet zwischen drei Stufen des Denkmalschutzes:
- Bé Cultural d’Interès Nacional (BCIN) als höchste Stufe
- Bé Cultural d’Interès Local (BCIL) als mittlere Stufe
- Weitere Kulturdenkmäler als niedrigste Stufe.